# Secret Voyage
Albums de Blackmore's Night
Paris Moon
(2007) Autumn Sky
(2010)
Secret Voyage est le septième album studio du groupe Blackmore's Night. Selon un communiqué de presse du SPV, Secret Voyage est un autre voyage musical kaléidoscopique à travers le temps et l'espace, incorporant et réarrangeant des mélodies traditionnelles de toute l'Europe, mélangeant « l'ancien » et le contemporain.  
Secret Voyage se compose de douze nouveaux morceaux, enregistrés par Candice Night, Ritchie Blackmore et leur Band of Minstrels. 
Secret Voyage remport le New Age Reporter Lifestyle Music Award en tant que meilleur album celtique.  Il est également nommé pour les prix NAR dans deux autres catégories - Meilleur album vocal et Meilleure pochette pour un CD. 

## Analyse des titres
Gilded cage est inspiré d'une mélodie traditionnelle française que le Blackmore's Night a découvert grâce au groupe allemand Des Geyers schwarzer Haufen.
Locked Within the Crystal Ball est adapté de Stella Splendens, tiré du Livre vermeil de Montserrat.
Toast to Tomorrow est inspiré d'une chanson traditionnelle ruse composée par Alexei Muravlev et Felix Dallada.
Le titre de la pièce instrumentale Prince Waldeck's Galliard est en hommage à un prince qui aurait habité dans le château Waldeck, le château en Allemagne préféré du duo.
Rainbow Eyes est une reprise du titre figurant sur l'album Long Live Rock 'n' Roll de Rainbow, ancien groupe de Ritchie Blackmore.
Can't Help Falling in Love est une reprise d'une chanson d'Elvis Presley.
Peasant's Promise est inspiré d'un air traditionnel anglais.

## Liste des titres
| No  | Titre                                                            | Auteur                                                                                     | Durée |
| --- | ---------------------------------------------------------------- | ------------------------------------------------------------------------------------------ | ----- |
| 1.  | God Save the Keg (instrumental avec chœurs à la fin)             | trad., Ritchie Blackmore, Pat Regan                                                        | 3:40  |
| 2.  | Locked Within the Crystal Ball                                   | trad. (Thème de Stella Splendens de Livre Vermeil de Montserrat), Blackmore, Candice Night | 8:04  |
| 3.  | Gilded Cage                                                      | trad., Blackmore, Night                                                                    | 3:42  |
| 4.  | Toast to Tomorrow                                                | Alexei Muravlev, Felix Dallada                                                             | 3:49  |
| 5.  | Prince Waldeck's Galliard (instrumental à la guitare acoustique) | Blackmore                                                                                  | 2:13  |
| 6.  | Rainbow Eyes (reprise de Rainbow)                                | Blackmore, Ronnie James Dio                                                                | 6:01  |
| 7.  | The Circle                                                       | Blackmore, Night                                                                           | 4:48  |
| 8.  | Sister Gypsy                                                     | Blackmore, Night                                                                           | 3:21  |
| 9.  | Can't Help Falling in Love (reprise d'Elvis Presley)             | Luigi Creatore, Hugo Peretti, George David Weiss                                           | 2:51  |
| 10. | Peasant's Promise                                                | trad., Blackmore, Night                                                                    | 5:33  |
| 11. | Far Far Away                                                     | Kenn Machin                                                                                | 3:54  |
| 12. | Empty Words                                                      | trad., Blackmore, Night                                                                    | 2:40  |

## Musiciens
- Ritchie Blackmore : guitares électriques, guitares acoustiques, mandoline, fiddle suédois, Mandocello, mandola, tambourin, diverses percussions, vielle à roue
- Candice Night : chant, chœurs, chalemie, flûte à bec
- Pat Regan and the Early Music Consort : divers instruments à cordes
- Gypsy Rose (Elizabeth Cary[10]) : violon
- Bard David of Larchmont (David Baranowski[11]), Joe Castle, Jim Manngard : chœurs, secondes voix

## Dates de sortie
| Pays       | Date            |
| ---------- | --------------- |
| Allemagne  | 27 juin 2008    |
| Europe     | 30 juin 2008    |
| États-Unis | 15 juillet 2008 |

## Classements
| Année | Pays                                        | Position |
| ----- | ------------------------------------------- | -------- |
| 2008  | États-Unis (Billboard New Age Albums Chart) | 1        |
| 2008  | Allemagne                                   | 14       |
| 2008  | Finlande                                    | 38       |
| 2008  | Autriche                                    | 40       |
| 2008  | Suède                                       | 44       |
| 2008  | Suisse                                      | 67       |
| 2008  | Pays-Bas                                    | 95       |